# Finnentrop

Finnentrop est une commune de Rhénanie-du-Nord-Westphalie (Allemagne), située dans l'arrondissement d'Olpe, dans le district d'Arnsberg, dans le Landschaftsverband de Westphalie-Lippe.